# 高坡苗族乡
高坡苗族乡是中华人民共和国贵州省貴陽市花溪区下辖的一个民族乡。

## 行政区划
高坡苗族乡下辖以下村级行政区划单位：
高坡村、街上村、新安村、石门村、扰绕村、大洪村、摆龙村、平寨村、云顶村、水塘村、杉坪村、批林村、五寨村、掌己村、高寨村、克里村、硐口村、龙云村和甲定村。

## 中国传统村落
2012年，批林村被评为首批“中国传统村落”。